# Coreomanía

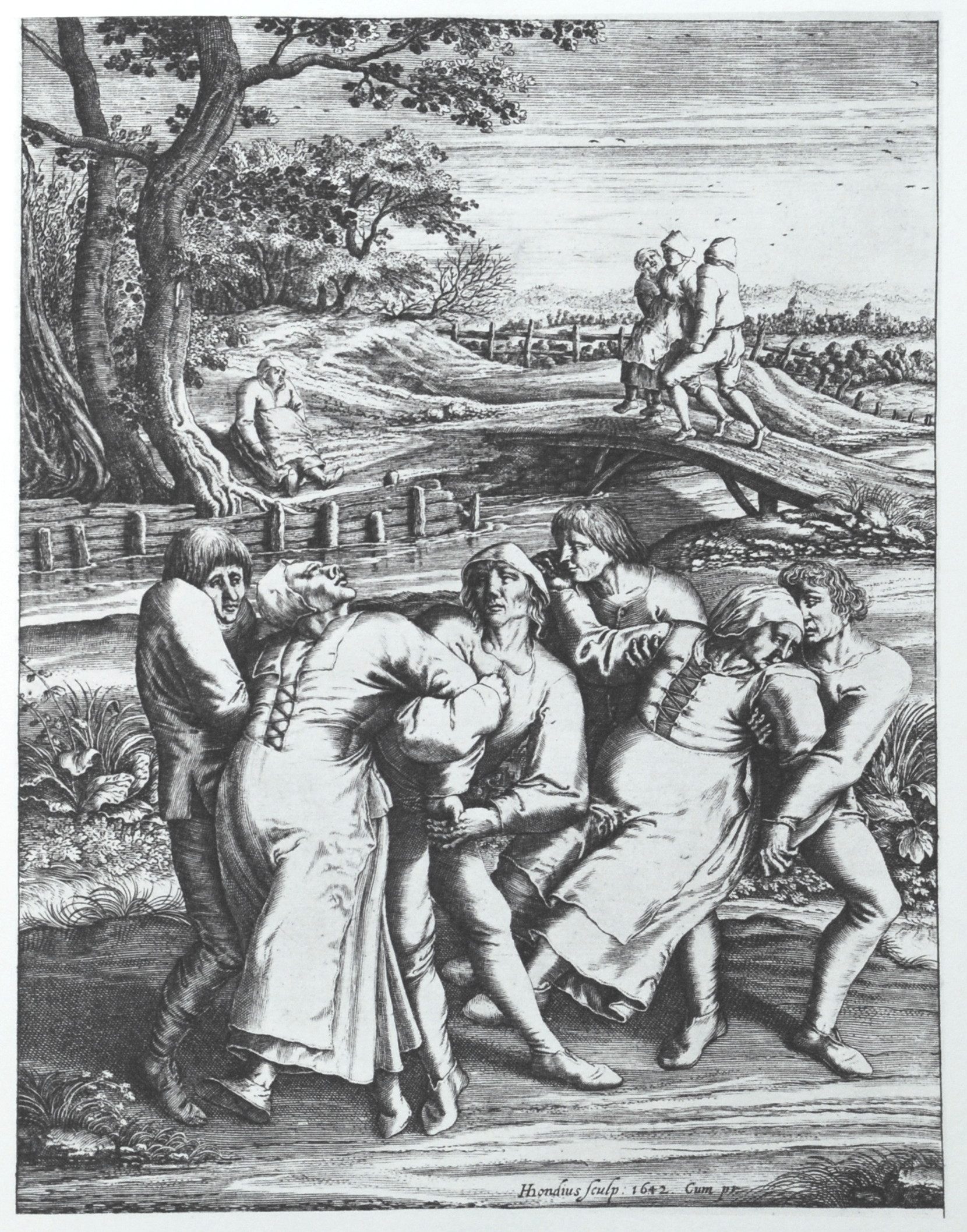
Coreomanía en una peregrinación a la Iglesia de Sint-Jans-Molenbeek. Grabado de Hendrick Hondius (1642) a partir de un dibujo de Pieter Brueghel el Viejo (1564).

La coreomanía, danzamanía, enfermedad del baile, manía de bailar o, popularmente, baile de san Vito, fue un fenómeno social que se produjo principalmente en los países centroeuropeos entre los siglos XIV y XVII. Se trataba de grupos de personas bailando de manera irregular, a veces miles a la vez. Esta afectaba a hombres, mujeres y niños, que bailaban hasta que se derrumbaban de agotamiento. Uno de los primeros brotes importantes fue en Aquisgrán, Alemania, en 1374, y se extendió rápidamente por toda Europa; un brote particularmente notable se produjo en la epidemia de baile de 1518 en Estrasburgo.
Afectó a miles de personas durante varios siglos. No fue un hecho aislado y estuvo bien documentado por sus contemporáneos. Fue, sin embargo, poco estudiada seriamente, y los diagnósticos se basan en conjeturas. En general, los músicos acompañaban a los bailarines, para ayudar a protegerse de la manía, pero esta táctica era a veces contraproducente, alentando más a participar. No hay consenso entre los estudiosos de hoy en día en cuanto a la causa de la manía de baile.
Algunas teorías proponen ciertos cultos religiosos detrás de las procesiones de gente bailando para rebajar su estrés y olvidar así la pobreza del período. Otros, sin embargo, piensan que es una enfermedad psicógena masiva en la que la aparición de los síntomas físicos similares, sin causa física conocida, afecta a un gran grupo de personas como una forma de influencia social.

## Definición
"Coreomania", es una palabra creada a partir de los étimos griegos choros (baile) y manía (locura), y también se conoce con diversos nombres, como "peste del baile".
El término fue acuñado por Paracelso,: 126  y se consideró inicialmente una maldición enviada por un santo, por lo general San Juan Bautista: 32  (de ahí que a veces se la llamara enfermedad o manía de san Juan) o de San Vito (lo más común), y por lo tanto era conocido como "Danza de San Vito "o" Baile de San Juan ". Las víctimas de la manía de la danza a menudo terminaban sus procesiones en lugares dedicados a ese santo, al que se rezó en un esfuerzo por poner fin al baile; los episodios a menudo estallaron alrededor de la época de la fiesta de San Vito (mediados de junio).
El baile de san Vito fue diagnosticado en el siglo XIX, como la corea de Sydenham (aunque Thomas Sydenham vivió en el siglo XVII) y la coreomanía también se ha conocido como corea epidémica y epidemia del baile.
Una enfermedad del sistema nervioso, la corea se caracteriza por síntomas similares a los de la manía de baile, aunque también se ha hablado de forma poco convincente y no se ha considerado como una forma de epilepsia y los científicos han descrito la manía de baile como un “trastorno mental colectivo”, “trastorno histérico colectivo”, y “locura de masas”.

## Los brotes
El brote más antiguo conocido de la manía del baile se produjo en el siglo VII y reapareció muchas veces en toda Europa hasta el siglo XVII, cuando se detuvo en seco. Uno de los incidentes más antiguos conocidos se produjo en algún momento en la década de 1020 en Bernburg, donde 18 campesinos comenzaron a cantar y bailar alrededor de una iglesia, alterando un servicio de la víspera de Navidad.
Otros brotes se produjeron durante el siglo XII, incluyendo uno en 1237 en la que un gran grupo de niños viajó desde Erfurt a Arnstadt, saltando y bailando todo el camino, en similitud marcada con la leyenda del flautista de Hamelin. En otro incidente, en 1278, participaron unas 200 personas bailando en un puente sobre el río Mosa en Alemania, lo que acabó en su derrumbamiento. Muchos de los supervivientes fueron restablecidos completamente en una capilla cercana dedicada a San Vito. Los primeros brotes importante de la manía ocurrieron entre 1373 y 1374, con los incidentes reportados en Inglaterra, Alemania y los Países Bajos.
El 24 de junio de 1374, uno de los mayores brotes comenzó en Aquisgrán (Alemania),  antes de extenderse a otros lugares como Colonia, Flandes, Franconia, Hainaut, Metz, Estrasburgo, Tongeren o Utrecht, y a países como Italia y Luxemburgo. Otros episodios se produjeron en 1375 y 1376, con incidentes en Francia, Alemania y Holanda, y en 1381 se produjo un brote en Augsburgo: Nuevos incidentes se produjeron en 1418 en Estrasburgo, donde la gente ayunó durante días y el brote fue causado posiblemente por el agotamiento en otro brote, en 1428 en Schaffhausen, un monje bailó hasta la muerte y, en el mismo año, un grupo de mujeres en Zúrich estaban, según se informó, en un frenesí de baile.
La conocida como epidemia de baile de 1518 se produjo en el mes de julio en Estrasburgo, donde una mujer llamada Frau Troffea comenzó a bailar en la calle; en cuatro días se le unieron 33 personas, y en un mes había 400 bailarines, muchos de los cuales sufrieron ataques al corazón y murieron. Otros incidentes se produjeron durante el siglo XVI, cuando la manía estaba en su apogeo: en 1536 en Basilea, con la participación de un grupo de niños; y en 1551 en Anhalt, que involucra a un solo hombre. En el siglo XVI, los incidentes de baile recurrente fueron registrados por el profesor de medicina Gregor Horst, quien señaló:

Varias mujeres que cada año visitan la capilla de San Vito en Drefelhausen (...) bailan locamente todo el día y toda la noche hasta que se desmayan en el éxtasis. De esta manera vuelven en sí de nuevo y recuerdan poco o nada hasta el próximo mes de mayo, cuando se ven obligados de nuevo (...) en torno al día de San Vito a volver a ese lugar (...) Se dice que una de estas mujeres ha bailado cada año durante los últimos veinte, otra un total de treinta y dos.

La coreomanía parece haber desaparecido completamente hacia la mitad del siglo XVII.: 46  De acuerdo con John Waller, aunque se registraron numerosos incidentes, los casos mejor documentados son los brotes de 1374 y 1518, para los que hay abundante evidencia contemporánea, aunque señala al menos 7 casos más de epidemias de baile en la misma región de Estrasburgo y uno más reciente, en 1840 en Madagascar.

## Características
Los brotes de manía del baile han sido variados, pero se han registrado varias características. Generalmente ocurre en tiempos de dificultad: 136 ; hasta decenas de miles de personas parecen bailar durante horas,: 133  días, semanas e incluso meses: 132 .
Las mujeres a menudo han sido retratadas en la literatura moderna como los participantes habituales en la manía del baile, aunque fuentes de la época sugieren lo contrario.: 139  Que el baile fuera espontáneo o un evento organizado también se debate.: 138  Lo que es seguro, sin embargo, es que los bailarines parecían estar en un estado de inconsciencia, e incapaz de controlarse a sí mismos.: 201 : 136 
En su investigación de los fenómenos sociales, el autor Robert Bartolomew señala que según las fuentes contemporáneas los participantes a menudo no residen en el lugar en que el baile se efectuó. Estas personas viajaban de un lugar a otro, y más se unirían a ellos en el camino. Asimismo trajeron costumbres y comportamientos que eran extraños a la población local. Bartolomew describe cómo los bailarines llevaban "atuendo de extraño colorido" y "blandían palos de madera".: 137 : 132 
Robert Marks, en su estudio del hipnotismo, observa que algunos decoraban con guirnaldas su cabello.: 201  Sin embargo, no en todos los brotes participan los extranjeros, y no todos eran particularmente tranquilos. Bartolomew señala que algunos "desfilaron desnudos"  e hicieron "gestos obscenos".: 132 : 133  Algunos episodios incluso derivaron a relaciones sexuales y en otros actuaron como animales.: 133 : 32 : 33 
Una vez empezado el episodio, raramente se detuvieron, y algunos bailaron hasta que se rompieron las costillas e incluso murieron.: 32 

### Tarantismo
En Italia, un fenómeno similar fue el tarantismo, en el que se decía que las víctimas habían sido envenenadas por una tarántula o un escorpión. Su brote más antiguo conocido fue en el siglo XIII, y el único antídoto conocido fue bailar con una música especial para separar el veneno de la sangre.: 133  Se producía solo en los meses de verano. Al igual que con la manía del baile, la gente de repente empezaba a bailar, a veces afectada por una mordedura o picadura percibida y se unía a los demás, que creían que el veneno de las picaduras sufridas anteriormente era reactivado por el calor o la música.: 134  Los bailarines realizarían una tarantela, acompañados por la música, que con el tiempo "cura" a la víctima, al menos temporalmente.: 135 
Un estudio del fenómeno en 1959 por el profesor de historia religiosa Ernesto de Martino, reveló que la mayoría de los casos de tarantismo no guardaban probablemente relación con picaduras de araña. Muchos de los participantes admitieron que no habían sido mordidos, pero creían que estaban infectados por alguien que lo había sido, o que simplemente habían tocado una araña. El resultado fue un pánico masivo, con una "cura" que permitió a la gente comportarse de formas que fueron, por lo general, prohibidas en el momento.: 135  A pesar de sus diferencias, el tarantismo y la manía de baile a menudo se consideran sinónimos.: 134 

## Reacciones y tratamiento

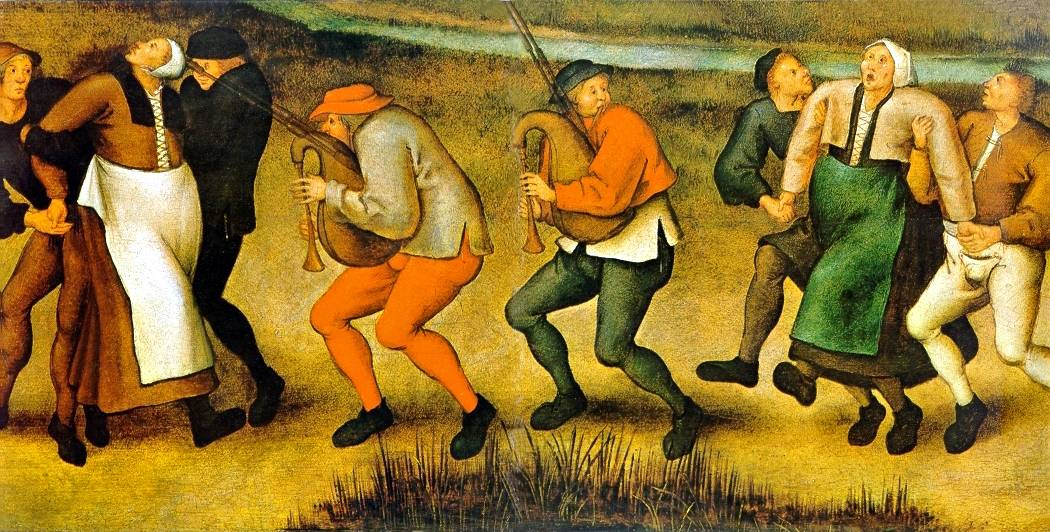
La música se tocaba normalmente durante los brotes de la manía del baile, ya que se pensaba que remediaba el problema. Una pintura de Pieter Brueghel el Joven, a partir de dibujos de su padre.

En la medida en que la verdadera causa de la manía del baile era desconocida, muchos de los tratamientos para esta fueron simplemente conjeturas esperanzadoras, aunque algunas parecían eficaces. El brote de 1374 se produjo poco después de la pandemia de Peste Negra y fue tratado de una manera similar: se aisló a los bailarines, y algunos fueron exorcizados: 70 . Aquellos que creyeron que el baile era una maldición provocada por San Vito respondieron rezando: 126  y haciendo peregrinaciones a los lugares consagrados a Vito: 34 .
También se hicieron oraciones a San Juan el Bautista, ya que otros creían que él también causó el baile: 32 . Otros afirmaban ser poseído por los demonios,: 136  o Satán, por lo tanto, los exorcismos se realizan en su mayoría a los bailarines: 60 . Bartolomew señala que la música se tocaba a menudo mientras los participantes bailaban, porque se creía que era un recurso efectivo,: 136  y durante algunos brotes los músicos fueron contratados incluso para que tocaran: 139 . Midelfort describe cómo los músicos animaban a otros a unirse y, por lo tanto, empeoraban las cosas, al igual que los lugares de baile que a veces se establecieron.: 35 

## Explicaciones
Se han propuesto numerosas hipótesis de las causas de la manía de baile y no queda claro si se trataba de una enfermedad real o de un fenómeno social. Una de las teorías más importantes es que las víctimas sufrían de envenenamiento por cornezuelo, llamado ergotismo y que era conocido como fuego de San Antonio en la Edad Media. Durante las inundaciones y los períodos húmedos, el cornezuelo crecía y afectaba al centeno y otros cultivos. El ergotismo puede causar alucinaciones, pero no puede explicar el otro comportamiento extraño más comúnmente identificado con la coreomanía.: 126 : 140 : 43 
Otras teorías sugieren que los síntomas fueron similares a la encefalitis, epilepsia o el tifus; pero, como con el ergotismo, esas condiciones no pueden dar cuenta de todos los síntomas.: 126  Numerosas fuentes discuten cómo la manía de baile, y el tarantismo, pueden haber sido simplemente el resultado del estrés y la tensión causada por los desastres naturales en la época,: 43  como plagas e inundaciones. Hetherington y Munro (1997:72) describen la coreomanía como resultado de "estrés compartido". Las personas podrían haber bailado para desahogarse del estrés y la pobreza cotidianas y, al hacerlo, pasó a convertirse en éxtasis y visiones (Feldman, 1998:191).
Otra teoría popular es que los brotes eran una escenificación: 71  y la descripción del extraño comportamiento se debió a que no les era familiar (Bartholomew, 2001:137). Se debería a sectas religiosas que pueden haber estado escenificando bailes bien organizados, de acuerdo con los rituales griegos antiguos y romanos a pesar de estar prohibido en el momento. Esta prohibición haría que estos rituales se realizaran con el pretexto de la manía del baile incontrolable (:140). Justus Hecker, un escritor médico del siglo XIX, describe cómo una especie de festival, donde se llevó a cabo una práctica conocida como "el encendido de la Nodfyr". Se trataba de saltar a través del fuego y el humo, en un intento de protegerse de la enfermedad. Bartolomew señala cómo los participantes en este ritual a menudo continuaban saltando y saltando mucho después de que las llamas se habían extinguido.
Es cierto que muchos de los participantes de la manía de baile estaban psicológicamente perturbados (:136), pero también es probable que algunos tomaron parte por miedo,  o, simplemente, queriendo copiar a todos los demás: 43 . Las fuentes coinciden en que la coreomanía era una de las formas más tempranas de histeria colectiva: 135 : 73 , y lo describen como una "epidemia psíquica", con numerosas explicaciones que podrían explicar el comportamiento de los bailarines: 43 . También se ha sugerido que los brotes pueden haber sido debido al contagio cultural, provocado, en tiempos particularmente difíciles, por las creencias populares muy arraigadas en la región con respecto a los espíritus enojados capaces de infligir una "maldición de baile" para castigar a sus víctimas, aunque no hay una explicación válida para el baile.